# Lederyna
Lederyna to rodzaj sztucznej skóry wykonanej z tkaniny bawełnianej lub papieru, z jednostronnie nałożoną cienką elastyczną warstwą apretury (składającej się z nitrocelulozy, ftalanu dwubutylowego, oleju rycynowego i pigmentu).
Lederyna jest wyrabiana w rozmaitych kolorach i może być gładka lub wytłaczana. Używa się jej do oprawiania książek i notesów.